# Hans Schmidt (duchowny)
Hans B. Schmidt (ur. w 1881 w Aschaffenburgu, zm. 18 lutego 1916 w Ossining, Nowy Jork) – niemiecki duchowny katolicki pracujący duszpastersko w Stanach Zjednoczonych, morderca skazany na karę śmierci.

## Życiorys
Hans B. Schmidt urodził się w bawarskim mieście Aschaffenburg. Święcenia kapłańskie otrzymał w 1906 roku w Moguncji. W roku 1909 wyemigrował do USA. Początkowo pracował duszpastersko w parafii św. Jana w Louisville. Po strzelaninie z innym duchownym został przeniesiony do Nowego Jorku i skierowany do parafii św. Bonifacego. Ks. Schmidt poznał tam atrakcyjną gospodynię plebanii, imigrantkę z Austro-Węgier Annę Aumuller. Pomimo przeprowadzki duchownego do parafii na drugim końcu miasta, utrzymywali ze sobą intymne stosunki zapoczątkowane u św. Bonifacego. Później ujawniono, że byli małżeństwem, które zawarli podczas wątpliwej ceremonii pod przewodnictwem samego pana młodego. Po odkryciu ciąży u Anny, ks. Schmidt podciął jej gardło, a zwłoki poćwiartował, spakował i wrzucił do East River. Stało się to 2 września 1913 roku.

## Winny popełnienia morderstwa
Ciało zostało odkryte przypadkowo 5 września 1913 roku przez dwóch nastolatków spacerujących brzegiem rzeki. Rozpoczęło się śledztwo.
Ciało kobiety było zapakowane w poszewkę z wyszytym inicjałem „A” oraz metką handlową. Detektywi Faurot i Cassassa odnaleźli producenta i uzyskali wgląd w księgę zamówień. Ustalili, że wszystkie (a wyprodukowano ich tylko 12) trafiły do jednego nowojorskiego sklepu. Sprzedano dwie sztuki (droga wysyłkową). Pierwszą kupiła pewna kobieta, ale ową poszewkę miała na łóżku. Sprawdzając drugie mieszkanie funkcjonariusze zastali zamknięte drzwi, po otworzeniu których odkryli ślady krwi i narzędzia rzeźnickie. Mieszkanie wynajmował niejaki Hans Schmidt dla „młodej kobiety należącej do jego rodziny”.
Detektywi odnaleźli listy zmarłej do swych pracodawców. Po sprawdzeniu adresatów Faurot i Cassassa zawitali do ostatniego pracodawcy (wzbudzał najmniejsze podejrzenia) – parafii św. Bonifacego. Miejscowy proboszcz nadmienił tylko tyle, że gospodyni odeszła z plebanii po przeniesieniu wikarego, ks. Hansa Schmidta do parafii św. Józefa. Słysząc znajome nazwisko funkcjonariusze udali się niezwłocznie do nowego miejsca pracy księdza wikariusza. Mimo że funkcjonariusze chcieli go tylko przesłuchać, kapłan na ich widok dostał ataku paniki. Detektywi byli więc już pewni co do mordercy. Po kilku minutach ksiądz wyznał Zrobiłem to z miłości. Poświęcenie należy uświęcać krwią.
Aresztowanie księdza spowodowało cyrkowy wręcz spektakl medialny. Tytuły prasowe konkurowały ze sobą w natężeniu stopnia sensacji na temat zbrodni. Ks. Schmidt mimo iż symulował chorobę psychiczną podczas pierwszej rozprawy, został ostatecznie skazany na karę śmierci (krzesło elektryczne). Wyrok wykonano 18 lutego 1916 w więzieniu Sing Sing. Był jedynym w historii USA duchownym katolickim, na którym wykonano wyrok śmierci.

## Inne możliwe zbrodnie
W trakcie śledztwa wyszły na jaw inne skandaliczne fakty z życia duchownego. Okazało się, że ksiądz miał drugie mieszkanie i zarabiał z udawania lekarza (w młodości przez kilka miesięcy studiował medycynę), przeprowadzając aborcje i dokonując fałszerstw.
Podejrzewa się też, że ks. Schmidt dopuścił się mordu na dziewięcioletniej Almie Kelmer, której ciało znaleziono zakopane w piwnicy kościoła w Louisville, w którym duchowny pracował. Skazany na podstawie poszlak został wówczas mężczyzna sprzątający kościół. Ks. Schmidt mógł też zabić inne dziecko, gdy mieszkał jeszcze w Niemczech. Sprawa ucichła z powodu wyjazdu kapłana do USA.
W jego drugim mieszkaniu śledczy odkryli również plik pustych aktów zgonu. Jak się okazało – duchowny planował dokonać serii mordów dla wyłudzenia pieniędzy od towarzystw ubezpieczeniowych. Plany pokrzyżowało aresztowanie.